# Tamarisker
Tamarisker (Tamarix) är ett släkte i familjen tamariskväxter (Tamaricaceae).

## Bildgalleri

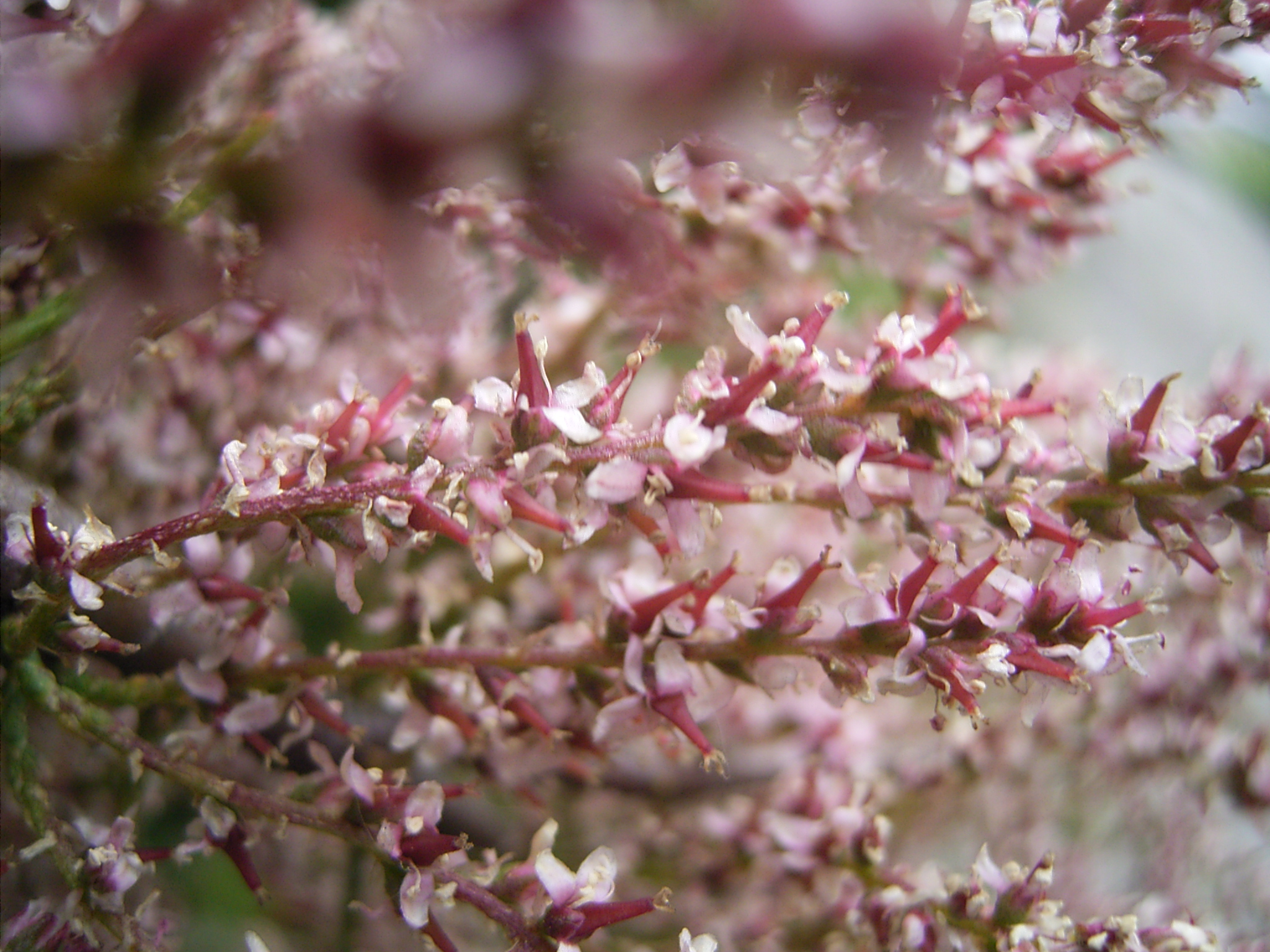
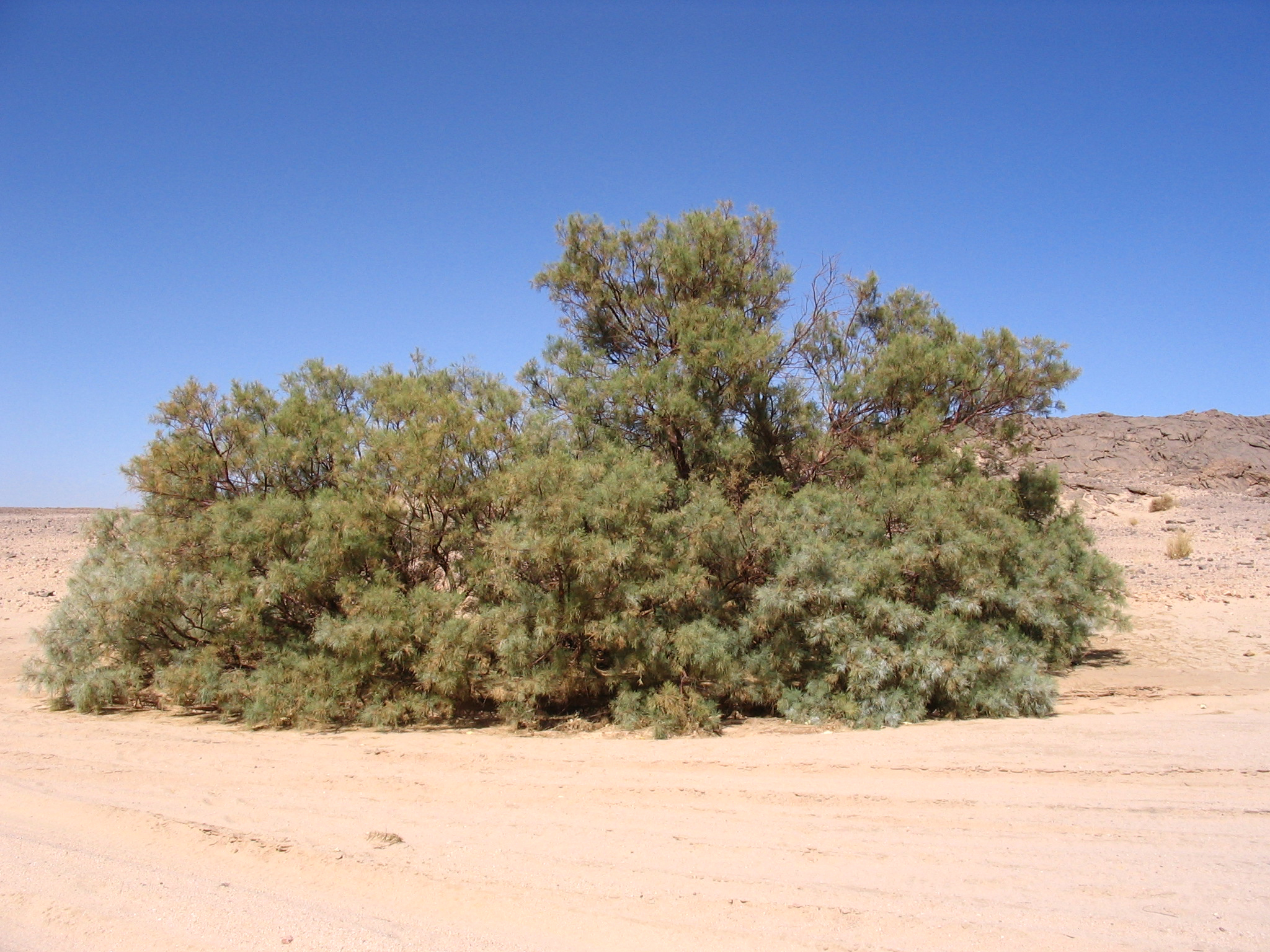
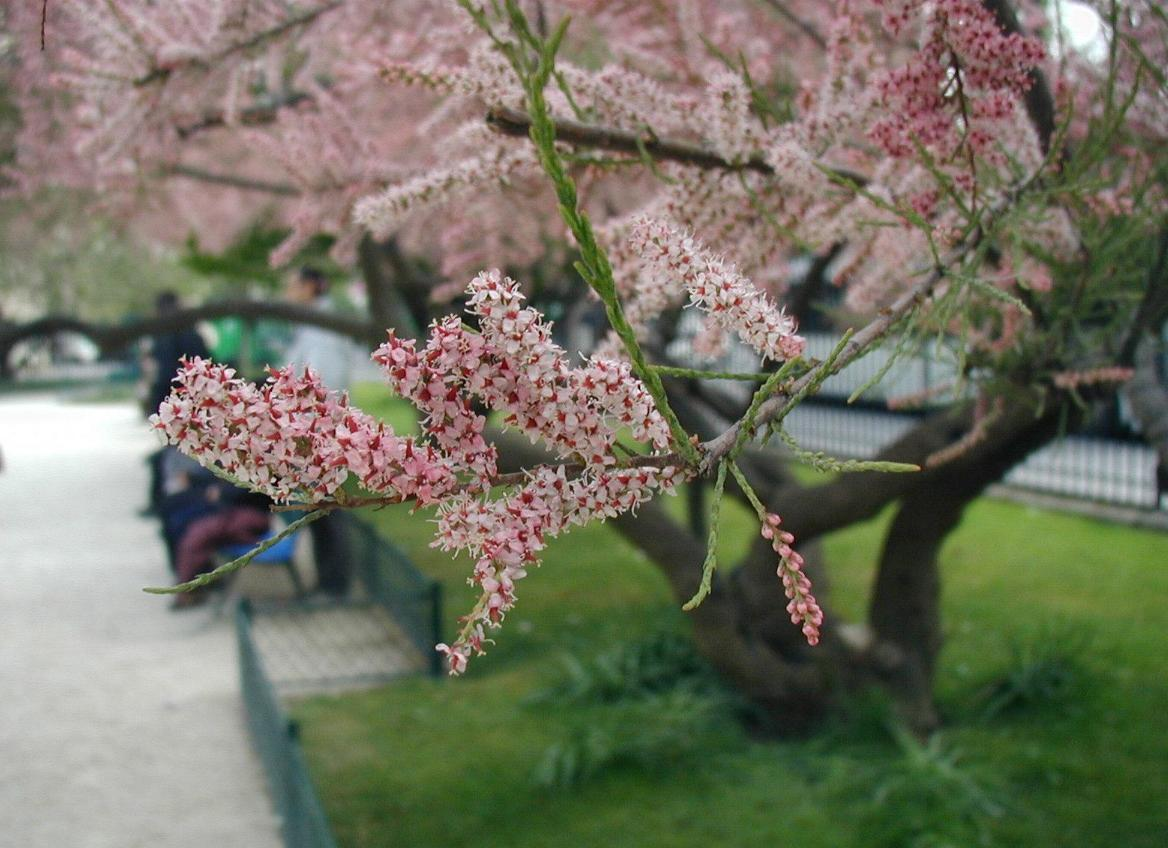

## Dottertaxa till Tamarisker, i alfabetisk ordning[1]
- Tamarix africana
- Tamarix alii
- Tamarix amplexicaulis
- Tamarix androssowii
- Tamarix aphylla
- Tamarix aralensis
- Tamarix aravensis
- Tamarix arceuthoides
- Tamarix aucheriana
- Tamarix austromongolica
- Tamarix baluchistanica
- Tamarix boveana
- Tamarix brachystachys
- Tamarix canariensis
- Tamarix chinensis
- Tamarix dalmatica
- Tamarix dioica
- Tamarix dubia
- Tamarix duezenlii
- Tamarix elongata
- Tamarix ericoides
- Tamarix eversmannii
- Tamarix florida
- Tamarix gallica
- Tamarix gansuensis
- Tamarix gennessarensis
- Tamarix gracilis
- Tamarix hampeana
- Tamarix hispida
- Tamarix hohenackeri
- Tamarix indica
- Tamarix jintaensis
- Tamarix jordanis
- Tamarix karelinii
- Tamarix kasakhorum
- Tamarix kermanensis
- Tamarix komarovii
- Tamarix korolkowii
- Tamarix kotschyi
- Tamarix kutchensis
- Tamarix laxa
- Tamarix leptostachya
- Tamarix litwinowii
- Tamarix macrocarpa
- Tamarix mascatensis
- Tamarix meyeri
- Tamarix mongolica
- Tamarix negevensis
- Tamarix nilotica
- Tamarix octandra
- Tamarix pakistanica
- Tamarix palaestina
- Tamarix parviflora
- Tamarix passerinoides
- Tamarix pycnocarpa
- Tamarix ramosissima
- Tamarix sachensis
- Tamarix salina
- Tamarix sarenensis
- Tamarix senegalensis
- Tamarix smyrnensis
- Tamarix stricta
- Tamarix sultanii
- Tamarix szowitsiana
- Tamarix taklamakanensis
- Tamarix tarimensis
- Tamarix tenuissima
- Tamarix tetragyna
- Tamarix tetrandra
- Tamarix usneoides